# Ligne de Tours à Saint-Nazaire
La ligne de Tours à Saint-Nazaire constitue une des principales lignes ferroviaires radiales françaises. Elle traverse les régions Centre-Val de Loire et Pays de la Loire et est prolongée jusqu'à la côte atlantique avec sa connexion à la ligne de Saint-Nazaire au Croisic.
Elle constitue la ligne 515 000 du réseau ferré national.

## Histoire

### Chronologie
- Le 20 décembre 1848 : ouverture de Tours à Saumur
- Le 1er août 1849 : ouverture de Saumur à Angers
- Le 21 août 1851 : ouverture d'Angers à Nantes
- Le 1er janvier 1854 : ouverture du prolongement sur les quais du port de Nantes
- Le 10 août 1857 : ouverture de Nantes à Saint-Nazaire

### Ouvertures
La loi du 11 juin 1842 décide la construction d'une ligne de chemin de fer de Paris vers Tours et Nantes. Une loi du 19 juillet 1845 autorise l'adjudication de la ligne. La construction et la concession de la ligne sont adjugées le 25 novembre 1845 à messieurs Mackensie, Dufeu, O'Neill, Drouillard, la Croix-Saint-Pierre, Leroy et de Surville. Cette adjudication est approuvée par ordonnance royale le 27 novembre 1845. Les 13 et 15 décembre 1845 est créée la Compagnie du chemin de fer de Tours à Nantes. Cette compagnie est agréée par ordonnance royale du 17 décembre 1845, qui valide dans le même temps le transfert de la concession à la compagnie.

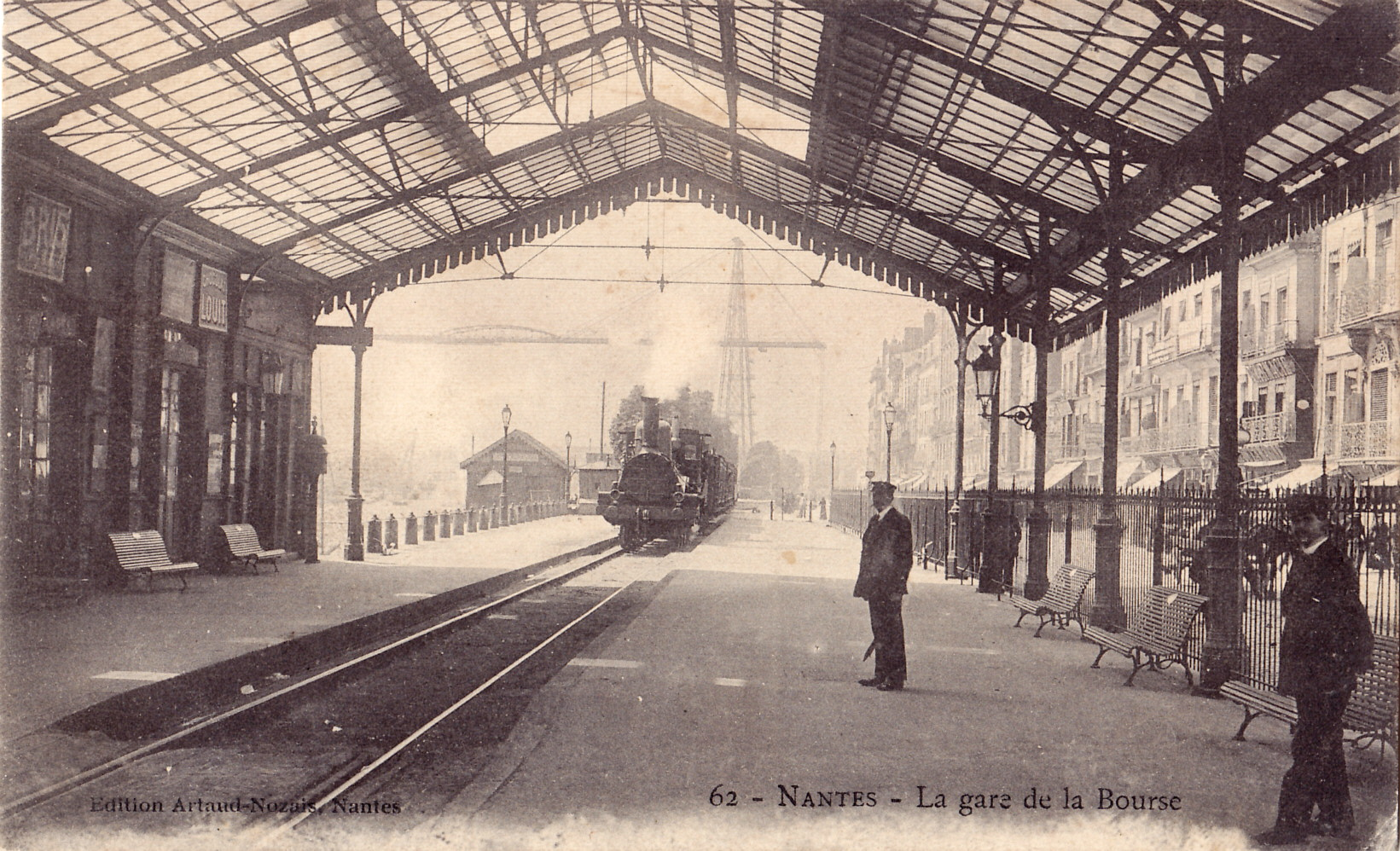
La gare de la Bourse à Nantes, vers 1905.

La compagnie a ouvert la section de Tours à Saumur le 20 décembre 1848 pour le service des marchandises et le 20 février 1849 pour le service des voyageurs. La section de Saumur à Angers (gare provisoire) a été ouverte le 1er août 1849. L'exploitation de la section d'Angers à Nantes a débuté le 21 août 1851 pour le service des marchandises et le 25 août 1851 pour le service des voyageurs.
Par une convention du 18 mars 1852, la Compagnie du chemin de fer de Tours à Nantes a abandonné sa concession au profit de la Compagnie du chemin de fer de Paris à Orléans. Ce transfert a été légalisé par la loi du 27 mars 1852.
Le 18 mars 1853, la section de Nantes à Saint-Nazaire a été concédée à la Compagnie du chemin de fer de Paris à Orléans. Cette section a été mise en service le 10 août 1857 (le tronçon le long des quais de Nantes a été ouvert en 1853).

### Doublement, déviation et électrification
À l'origine à voie unique entre Nantes et Saint-Nazaire, la ligne a été mise à double voie sur cette section en trois étapes :
- de Montoir-de-Bretagne à Saint-Nazaire : 8 septembre 1884 (ouverture de la ligne de Sablé à Montoir-de-Bretagne par la Compagnie des chemins de fer de l'Ouest qui offrait un itinéraire alternatif depuis Paris-Montparnasse via Le Mans et Châteaubriant) ;
- de Chantenay à Savenay : 12 janvier 1885 ;
- de Savenay à Montoir-de-Bretagne : 8 juin 1899.

Depuis l'origine, la première gare de Saint-Nazaire était une gare en impasse qui nécessitait le rebroussement des trains de voyageurs à destination du Croisic (les trains de marchandises pouvaient utiliser le raccordement de La Croix-de-Méan). En 1955, une déviation de 4 600 mètres a été établie avec création de l'actuelle gare de passage de Saint-Nazaire, et abandon de l'ancienne gare en impasse.
La ligne a été électrifiée en plusieurs étapes :
- le 4 mai 1982 de Tours à la section de séparation de Saint-Côme (PK 243,950) en 1,5 kV - continu et au-delà vers Saumur en 25 kV - 50 Hz ;
- le 16 septembre 1983 entre Saumur et Nantes en 25 kV - 50 Hz, en même temps que Le Mans - Angers ;
- le 14 mai 1986 entre Nantes et Saint-Nazaire en 25 kV - 50 Hz, en même temps que Saint-Nazaire - Le Croisic.

### Terminus technique d'Ancenis
Afin de pouvoir permettre d'augmenter la capacité de la ligne et notamment le nombre de trains omnibus entre Ancenis et Nantes, une modification des voies de la gare d'Ancenis est nécessaire. En 2011, le projet et l'étude préliminaire de RFF prévoit de transformer la voie d'évitement paire en voie principale (voie 2) et de transformer la voie 2 principale en terminus à tiroir, devenant donc voie 2 bis, en impasse et accessible uniquement depuis Nantes. En 2012, l'étude d'avant projet (AVP) estime que le coût du projet serait plus élevé que prévu, sans pour autant permettre le cadencement recherché. C'est donc finalement la création d'un second évitement, cette fois côté voie impaire (voie 1) qui est retenue. Cette voie pourra également être accessible aux trains en provenance et à destination d'Angers. Les travaux sont prévus entre 2016 et 2019. Finalement, la mise en service de ce nouveau terminus technique a lieu le 28 novembre 2021,.

## Tracé

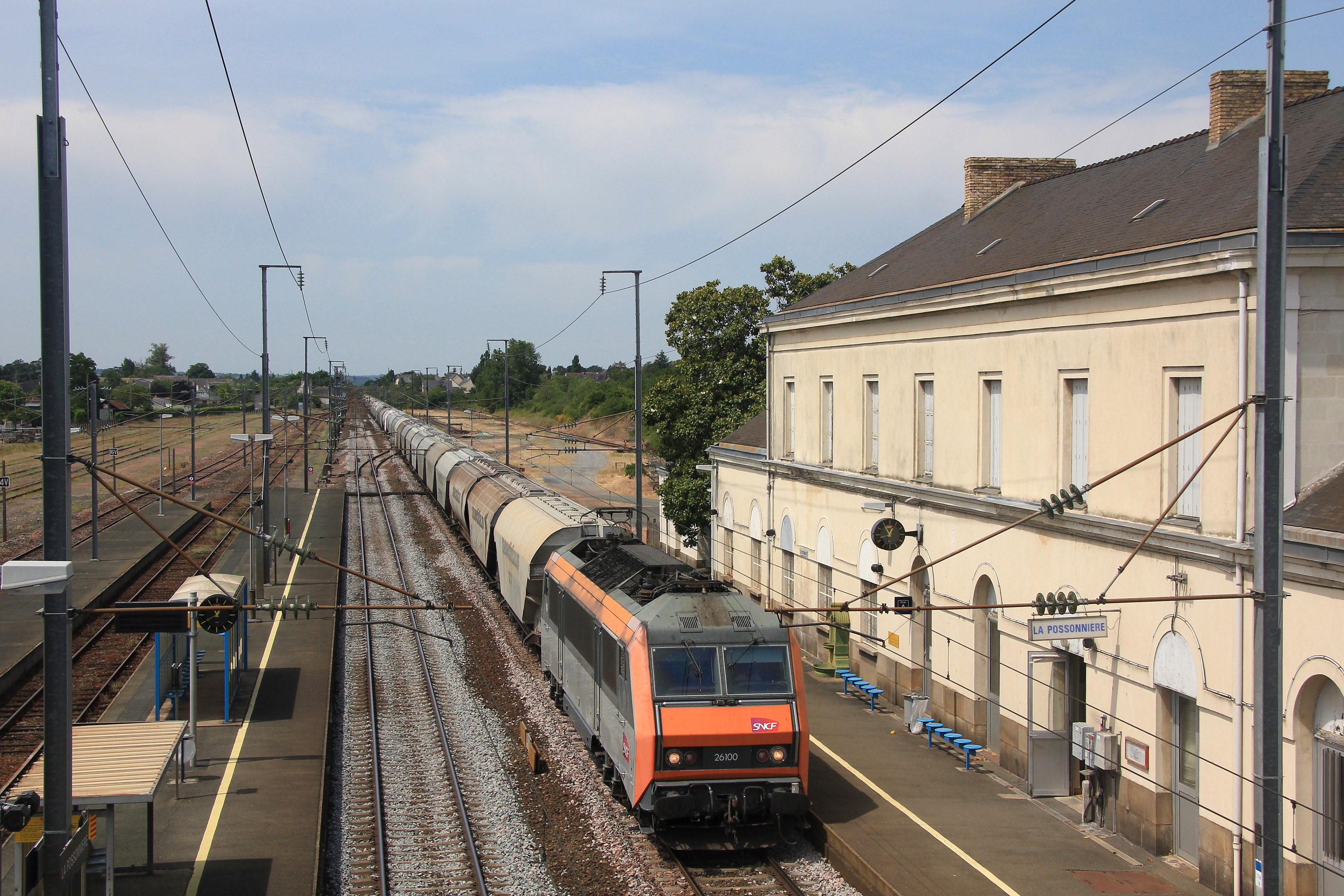
Image emblématique de la ligne : un train de trémies à céréales, tiré par la BB 26100, franchit la gare de La Possonnière en se dirigeant vers Tours.

Depuis Orléans et jusqu'à Nantes, la ligne suit d'assez de près la Loire, hormis dans sa partie tourangelle où elle suit le Cher. Cette ligne n'ayant que relativement peu de courbes et de dénivelés, cela lui permet aujourd'hui d'y voir circuler l'un des seuls TER à 200 km/h, l'Interloire, ainsi que de nombreux TGV entre Angers et Nantes.
À la fin de son parcours, en Loire-Atlantique, la ligne a été construite le long de la Loire. À Nantes, jusqu'à la période de l'entre-deux-guerres, elle empruntait même les quais du centre-ville (notamment le quai de la Fosse), nécessitant en cela la présence de pas moins de 23 passages à niveau sur un tronçon de 4,7 km entre les gares de Nantes et de Chantenay, représentant donc un danger constant pour les passants, bien que la vitesse des convois soit alors limitée à 16 km/h. Les travaux de comblement d'une partie des bras du fleuve permettront de faire dévier la ligne au sud puis au nord de son tracé initial, par la réalisation d'une tranchée couverte, située dans l'ancien lit du « Bras de l'Hôpital », inaugurée en 1955. Une étude de 1999 ainsi qu'un exercice en conditions réelles ont démontré que la sécurité de ce tunnel ferroviaire était largement insuffisante[réf. nécessaire].
En aval de Nantes, les installations industrielles de l'estuaire de la Loire se développèrent également, s'agrandissant de part et d'autre de la ligne, comme la raffinerie pétrolière de Donges que celle-ci traverse, et qui appartient à Total. Un projet de contournement de la raffinerie est en cours.
Après la Seconde Guerre mondiale, dans le cadre de la reconstruction de Saint-Nazaire, le tracé de la ligne aux abords de la ville est modifié, entraînant l'abandon de l'ancienne gare terminus qui nécessitait systématiquement des manœuvres de rebroussement pour les convois empruntant la ligne vers Le Croisic, au profit de la construction d'une gare de passage qui présente l'avantage de supprimer cette contrainte.
Deux des plus longs ouvrages d'art sont le viaduc de Cinq-Mars sur la Loire (203 mètres, communes de Villandry et de Cinq-Mars-la-Pile) et celui sur un bras mort de la Loire (200 mètres, commune de Cinq-Mars-la-Pile).

## Infrastructure
C'est une ligne au profil excellent, les déclivités ne dépassent pas 5 ‰. Le rayon des courbes ne s'abaisse qu'accidentellement en dessous de 900 mètres. Cela lui permet d'être parcourable jusqu'à 160 km/h entre Tours et Angers (les nombreux passages à niveau ne permettant pas une vitesse plus élevée, malgré le tracé très rectiligne) et entre Ancenis et Mauves-sur-Loire, et 220 km/h sur la majorité du parcours entre Angers et Ancenis ainsi que de Mauves-sur-Loire à Sainte-Luce-sur-Loire. Au-delà, de Nantes à Chantenay, la vitesse est de 100 km/h, de 140 à 150 km/h de Chantenay à Saint-Nazaire avec une zone parcourable à 160 km/h entre Savenay et Donges. Entre Angers et Nantes, bien que tous les passages à niveau aient été supprimés, certains (pour voitures ou piétons) ont été conservés et sont réactivés en cas de crue de la Loire, avec limitation de la vitesse des trains à 160 km/h au lieu de 220 km/h.
La ligne est à double voie sur la totalité de son parcours,,. Dans le sens impair (de Tours vers Saint-Nazaire), elle est équipée d'évitements à Port-Boulet mis en service en 1974, à Saumur, Angers, Ingrandes-sur-Loire (créé en 1976), Nantes, et Savenay, ce dernier étant mis en service à l'occasion de l'électrification en 1986. Un nouvel évitement impair à Ancenis fait l'objet d'une étude (voir plus bas, le projet de terminus technique d'Ancenis). Dans le sens pair (de Saint-Nazaire à Tours), les évitements se trouvent à Savenay (mis en service en 1986), Nantes, Ancenis, Varades - Saint-Florent-le-Viel (créé en 1979), Angers, Saumur et Maby-Dort, près de Saint-Patrice, mis en service en 1974.
La sécurité des circulations des trains est assurée entre Tours (ou Saint-Pierre-des-Corps) et Saint-Genouph par du block automatique lumineux (BAL) mis en service en 1978, du block automatique à permissivité restreinte (BAPR) entre Saint-Genouph et Angers, mis en service en 1978 de Saint-Genouph à Saumur et en 1974 de Saumur à Angers. Entre Angers et Saint-Nazaire, c'est du block automatique lumineux (BAL) mis en service entre Angers et La Possonnière en 1975, en 1976 entre La Possonnière et Ancenis, en 1977 entre Ancenis et Nantes et en 1986 entre Nantes et Saint-Nazaire, à l'occasion de l'électrification. Quatre pas d'IPCS ont également été créés à cette occasion entre Nantes et Savenay permettant de changer de voie à Nantes, Chantenay, Couëron, Cordemais et Savenay. D'autres pas d'IPCS existent entre Angers et Nantes : Entre Angers et La Possonnière, entre La Possonnière et Montrelais (mis en service en 1989), entre Montrelais et Ancenis et entre Ancenis et Sainte-Luce, tous deux mis en service en 1999. Aucun IPCS n'existe entre Tours et Angers ainsi qu'entre Savenay et Saint-Nazaire.
La ligne est électrifiée en 25 kV 50 Hz sur la totalité de son parcours, excepté son origine à Tours, électrifié en 1500 V continu sur quelques kilomètres.

## Trafic
La section entre Angers et Nantes est proche de la saturation, depuis le début des années 2010. En effet, sur cette portion de ligne aménagée pour pouvoir circuler jusqu'à 220 km/h, il se mélange du trafic fret et TER omnibus lent avec du trafic TGV et des TER semi-direct. L'exploitation devient, avec l'augmentation du trafic, très problématique et freine le développement de l'offre. C'est pour ces raisons qu'un projet de terminus technique en gare d'Ancenis est en cours (voir plus bas).
Le tableau ci-dessous présente la fréquentation des trains TER Pays de la Loire sur les différentes portions de la ligne depuis 1999. La portion de ligne TER entre Angers et Nantes est la plus fréquentée de toutes les lignes TER Pays de la Loire.
| Année :                                                                         | Année :                | 1999      | 2000      | 2001      | 2002      | 2003      | 2004      | 2005      | 2006      | 2007      | 2008      | 2009      | 2010      | 2011      | 2012      | 2013      | 2014      |
| Nombre de voyageurs                                                             | Angers - Saumur        | 812 000   | 824 000   | 822 000   | 810 000   | 820 000   | 852 000   | 939 000   | 1 024 000 | 1 002 000 | 1 142 339 | 1 159 552 | 1 137 888 | 1 189 358 | 1 234 963 | 1 225 136 | 1 194 872 |
| Nombre de voyageurs                                                             | Angers - Nantes*       | 1 043 000 | 1 077 000 | 1 131 000 | 1 155 000 | 1 196 000 | 1 360 000 | 1 504 000 | 1 687 000 | 1 806 000 | 2 000 620 | 2 060 072 | 2 107 518 | 2 210 050 | 2 346 519 | 2 221 612 | 2 175 432 |
| Nombre de voyageurs                                                             | Ancenis - Nantes*      | -         | -         | -         | -         | -         | -         | -         | -         | -         | -         | -         | -         | -         | -         | 115 154   | 123 386   |
| Nombre de voyageurs                                                             | Nantes - Saint-Nazaire | 980 000   | 1 146 000 | 1 176 000 | 1 212 000 | 1 183 000 | 1 157 000 | 1 229 000 | 1 292 000 | 1 388 000 | 1 477 039 | 1 513 821 | 1 467 681 | 1 574 843 | 1 631 943 | 1 623 151 | 1 627 071 |
| * Hors fréquentation périurbaine Nantes - Ancenis à partir de 2013 * Périurbain |                        |           |           |           |           |           |           |           |           |           |           |           |           |           |           |           |           |

## Projet de contournement de la raffinerie de Donges
Le tracé actuel traverse la raffinerie de Donges : 80 trains y passent tous les jours. Un projet de contournement par le nord sur une nouvelle section de 4,5 km existe bien, rapprochant ainsi la ligne du bourg de Donges. Mais la mise en œuvre de cet aménagement est sans cesse repoussé pour des raisons budgétaires, bien que l'existence des emprises ferroviaires gênent les projets d'expansion du site industriel voulu par Total. Afin de débloquer la situation, la firme pétrolière semblait être disposée, au printemps 2015, à participer jusqu'à 50 millions d'euros au financement des travaux de contournement dont le coût est estimé entre 120 et 150 millions d'euros,,. Un accord dans ce sens est attendu avant la fin de cette même année. La concertation publique se déroule du 14 septembre au 31 octobre 2015. Deux itinéraires sont envisagés : l'un au nord de la route départementale n°100, au plus près du bourg de Donges, et donc le plus éloigné de la raffinerie ; l'autre plus au sud, moins éloigné de la raffinerie, et impliquant un dévoiement de la route départementale, ayant alors un impact plus important sur les zones humides, mais moindre sur le foncier. Plusieurs lieux d'implantation de la gare de Donges sont également étudiés. C'est le tracé nord, le long de la départementale 100 qui reçoit les faveurs de la concertation publique, le plus éloigné du site et le plus proche du centre de Donges, avec positionnement de la nouvelle halte au niveau de la zone industrielle de Jouy. Les procédures administratives et de travaux en vue de l'obtention d'une déclaration d'utilité publique pourrait intervenir en 2017 avec notamment l'enquête publique prévue en juin 2017. En 2017, le projet est alors estimé à 147 millions d'euros avec un début des travaux prévus en 2018 pour une mise en service en 2021. Le projet est déclaré d'utilité publique le 17 novembre 2017. Finalement, les travaux débutent en 2019,. À ce moment-là, la livraison est prévue pour octobre 2022,. Le calendrier est respecté : la ligne est fermée entre Savenay et Saint-Nazaire (et jusqu'au Croisic) du 24 septembre au 7 octobre 2022 pour permettre le basculement des installations sur le nouvel itinéraire,. Cette interruption est mise à profit pour faire d'autres travaux lourds (remplacement du pont-rail de Montoir-Trignac, renouvellement d’appareils de voies à Montoir-de-Bretagne et remise à niveau de voies de service au triage de Saint-Nazaire).